# Nesobasis angulicollis
Nesobasis angulicollis – gatunek ważki z rodziny łątkowatych (Coenagrionidae). Endemit wyspy Viti Levu należącej do Fidżi.